# Edgar Humann-Guilleminot
Edgar Eugène Humann-Guilleminot (* 7. Mai 1838 im 1. Arrondissement, Paris; † 9. Mai 1914 im 7. Arrondissement, Paris) war ein französischer Vizeadmiral, der unter anderem zwischen 1894 und 1895 Chef des Generalstabes der Marine war.

## Leben
Humann-Guilleminot, Sohn des Diplomaten Jules Emile Humann und dessen Ehefrau Isabelle Hortense Guilleminot, war ein Enkel von Jean-Georges Humann, der zwischen 1832 und 1836 sowie erneut von 1840 bis 1842 Finanzminister war, sowie von General Armand Charles Guilleminot. Er selbst begann 1855 eine Ausbildung zum Seeoffizier an der Marineschule (École navale) in Lanvéoc. Er wurde nach Verwendungen in Le Havre und Brasilien am 1. August 1857 in die Hafenstadt Toulon versetzt. Im Anschluss nahm er an Bord der Fregatte Andromède an einer Fahrt nach Südamerika teil sowie 1860 an Bord des zum Manövergeschwaders (Escadre d’évolutions ) gehörenden Linienschiffs Bretagne an einer Fahrt nach Syrien. Am 1. September 1861 erfolgte seine Beförderung zum Oberleutnant zur See (Enseigne de vaisseau), woraufhin er zunächst Ordonnanzoffizier sowie 1863 Aide-de-camp von Konteradmiral Charles Rigault de Genouilly an Bord der Ville de Paris war. Nach seiner Beförderung zum Kapitänleutnant (Lieutenant de Vaisseau) war er zwischen 1865 und 1867 Aide-de-camp des Kommandeurs der Marineverbände im Chinesischen Meer. Dort wurde ihm am 29. Dezember 1866 das Ritterkreuz der Ehrenlegion verliehen.
1869 wurde Humann-Guilleminot in den Generalstab des Marineministeriums versetzt, wo er während des Deutsch-Französischen Krieges zwischen 1870 und 1871 die Belagerung von Paris erlebte. Am 21. Januar 1871 wurde ihm das Offizierskreuz der Ehrenlegion verliehen. Im Februar 1871 wurde er Ordonnanzoffizier von Marineminister Vizeadmiral Louis Pierre Alexis Pothuau und danach im Januar 1873 Kommandant der in Neufundland stationierten D’Estaing, ehe er 1874 Kommandant der ebenfalls dort stationierten Adonis wurde. 1875 war er zudem Mitglied der Fischereikommission von Neufundland. Nach seiner Beförderung zum Fregattenkapitän (Capitaine de Frégate) absolvierte er die Marineverteidigungsschule (École des défenses sous-marines) in Rochefort. Im Anschluss war er zwischen 1878 und 1880 Kommandant der Hirondelle.
Am 10. Juli 1882 wurde Humann-Guilleminot zum Kapitän zur See (Capitaine de Vaisseau) befördert und zu der zu den Marineverbänden in Neufundland gehörenden Clorinde abgeordnet. Danach wurde er 1883 Kommandant des zum Manövergeschwader gehörenden Schlachtschiffs Richelieu sowie am 1. Januar 1886 Chef des Stabes des Manövergeschwaders, dessen Oberkommandierender Konteradmiral Louis Lafont war. 1887 wurde er erneut nach Neufundland versetzt, wo er sich als Kommandant der Clorinde sowie der Clochetterie mit der diplomatischen Lösung zahlreicher Fischereikonflikte befasste. Nach seiner Beförderung zum Konteradmiral (Contre-amiral) am 12. November 1889 wurde er Mitglied des Arbeitsausschusses der Marine sowie Mitglied der Leuchtturmkommission. Als solcher wurde er am 30. Dezember 1890 auch Kommandeur der Ehrenlegion und danach 1892 Kommandeur der Marineverbände im Fernen Osten.
Humann-Guilleminot wurde am 3. Februar 1894 zum Vizeadmiral (Vice-amiral) befördert und übernahm am 21. September 1894 von Konteradmiral Alfred Albert Gervais den Posten als Chef des Generalstabes der Marine (Chef d’état-major de la Marine). Diese Funktion bekleidete er bis zu seiner Ablösung durch Flottillenadmiral Charles Chauvin am 10. November 1895 und war zugleich in Personalunion Kabinettschef des Marineministers. Im November 1896 wurde er Kommandeur des Reservegeschwaders im Mittelmeer sowie danach im Oktober 1897 Kommandeur des Geschwaders im östlichen Mittelmeer und der Levante mit dem Einheitslinienschiff Brennus als Flaggschiff. Im Anschluss wurde er im Oktober 1898 Generalinspekteur der Marine und als solcher am 11. Juli 1899 auch Großoffizier der Ehrenlegion. Zuletzt fungierte er von 1901 bis zu seinem Eintritt in den Ruhestand im Mai 1903 als Vorsitzender des Arbeitsausschusses der Marine.
Aus seiner am 27. April 1883 geschlossenen Ehe mit Isabelle de Bouthillier-Chavigny, gingen sechs Söhne und zwei Töchter hervor.